# Podocarpus glomeratus
Podocarpus glomeratus é uma espécie de conífera da família Podocarpaceae.
Pode ser encontrada nos seguintes países: Bolívia, Equador e Peru.